# 포이즌: 음식에 감춰진 더러운 진실
《포이즌: 음식에 감춰진 더러운 진실》(영어: Poisoned: The Danger In Our Food)은 2023년에 공개한 다큐멘터리 영화이다.

## 캐스트
- 대린 뎃와일러